# ويليام بكنغهام كورتيس
ويليام بكنغهام كورتيس (بالإنجليزية: William Buckingham Curtis)‏ هو محرر وصحفي أمريكي، ولد في 17 يناير 1837، وتوفي في 30 يونيو 1900 بسبب انخفاض درجة الحرارة.

## روابط خارجية
- ويليام بكنغهام كورتيس على موقع الاتحاد الأمريكي لسباقات المضمار والميدان، قاعة المشاهير (الإنجليزية)